# Slovenska republiška liga 1975-1976
La Slovenska republiška nogometna liga 1975./76. (it. "Campionato calcistico della Repubblica di Slovenia 1975-76") fu la ventottesima edizione del campionato della Repubblica Socialista di Slovenia. Era uno dei gironi delle Republičke lige 1975-1976, terzo livello della piramide calcistica jugoslava.
Il campionato venne vinto dal Maribor, al suo secondo titolo nella slovenia repubblicana.

Questo successo diede ai viola la promozione diretta in Druga Liga 1976-1977.
Il capocannoniere del torneo fu Bojan Prašnikar, dello Šmartno ob Paki, con 23 reti.

## Squadre partecipanti
| Squadra         | Città           | Stagione 1974-75 | Stagione 1974-75  |
| Squadra         | Città           | Pos.             | Divisione         |
| --------------- | --------------- | ---------------- | ----------------- |
| Maribor         | Maribor         | 15º              | Druga liga Ovest  |
| Rudar (Tr)      | Trbovlje        | 18º              | Druga liga Ovest  |
| Mura            | Murska Sobota   | 2º               | Slovenska liga    |
| Pohorje         | Ruše            | 3°               | Slovenska liga    |
| Vozila          | Nova Gorica     | 4°               | Slovenska liga    |
| Ilirija         | Lubiana         | 5°               | Slovenska liga    |
| Kladivar        | Celje           | 6°               | Slovenska liga    |
| Izola           | Isola d'Istria  | 7°               | Slovenska liga    |
| Drava           | Ptuj            | 8°               | Slovenska liga    |
| Slovan          | Lubiana         | 9°               | Slovenska liga    |
| Železničar (Mb) | Maribor         | 10º              | Slovenska liga    |
| Slavija Vevče   | Lubiana         | 11°              | Slovenska liga    |
| Primorje        | Aidussina       | 1°               | Zonska liga Ovest |
| Šmartno         | Šmartno ob Paki | 1°               | Zonska liga Est   |

## Classifica
|                      | Pos. | Squadra            | Pt | G  | V  | N  | P  | GF | GS | DR  |
| -------------------- | ---- | ------------------ | -- | -- | -- | -- | -- | -- | -- | --- |
|                      | 1.   | Maribor            | 47 | 26 | 23 | 1  | 2  | 86 | 21 | +65 |
|                      | 2.   | Šmartno ob Paki    | 32 | 26 | 13 | 6  | 7  | 50 | 33 | +17 |
|                      | 3.   | Primorje           | 30 | 26 | 12 | 6  | 8  | 42 | 34 | +8  |
|                      | 4.   | Železničar Maribor | 30 | 26 | 12 | 2  | 8  | 43 | 38 | +5  |
|                      | 5.   | Mura               | 28 | 26 | 11 | 6  | 9  | 43 | 38 | +5  |
|                      | 6.   | Izola              | 27 | 26 | 11 | 5  | 10 | 44 | 39 | +5  |
|                      | 7.   | Pohorje            | 26 | 26 | 10 | 6  | 10 | 26 | 28 | −2  |
|                      | 8.   | Rudar Trbovlje     | 25 | 26 | 10 | 5  | 11 | 35 | 24 | +11 |
|                      | 9.   | Slavija Vevče      | 47 | 26 | 10 | 5  | 11 | 41 | 61 | −20 |
|                      | 10.  | Kladivar Celje     | 22 | 26 | 10 | 2  | 14 | 40 | 43 | −3  |
|                      | 11.  | Ilirija            | 21 | 26 | 7  | 7  | 12 | 33 | 48 | −15 |
|                      | 12.  | Slovan Lubiana     | 21 | 26 | 3  | 12 | 11 | 34 | 54 | −20 |
|                      | 13.  | Drava Ptuj (−1)    | 17 | 26 | 5  | 8  | 13 | 25 | 50 | −25 |
|                      | 14.  | Vozila (−1)        | 14 | 26 | 4  | 7  | 15 | 22 | 43 | −21 |
| Fonte: sportsport.ba |      |                    |    |    |    |    |    |    |    |     |

Legenda:
      Promosso in Druga Liga 1976-1977.
      Retrocesso nella divisione inferiore.
Note:
Due punti a vittoria, uno a pareggio, zero a sconfitta.

## Divisione inferiore
| Girone                                                                  | Vincitore     | 2º posto       | 3º posto |
| ----------------------------------------------------------------------- | ------------- | -------------- | -------- |
| Zonska liga Ovest                                                       | Litija        | ŽNK Lubiana    | Kamnik   |
| Zonska liga Est                                                         | Rudar Velenje | Branik Maribor | Nafta    |
| In grassetto le squadre promosse in Slovenska republiška liga 1976-1977 |               |                |          |